# Demografia della Macedonia del Nord
La Macedonia del Nord ha una popolazione di approssimativamente 2.197.319 cittadini, secondo l'ultimo censimento di popolazione del 2022. Il 58% della popolazione risiede nelle aree urbane.
La città più grande del paese è Skopje, la capitale, con una popolazione di 506.926 abitanti, seguita da
- Kumanovo (105.484)
- Bitola (95.385)
- Tetovo (86.580)
- Gostivar (81.042)
- Prilep (76.768)

Tutti i dati sulla popolazione delle città sono tratti da:

## Etnie
La Macedonia del Nord è un paese molto diversificato etnicamente. Secondo il censimento del 2002, la popolazione è così suddivisa dal punto di vista etnico:

## Lingue
Un'ampia varietà di lingue viene parlata nella Macedonia del Nord, riflettendo la diversità etnica del paese. La lingua ufficiale e più parlata è il macedone, una lingua slava di sottogruppo meridionale. La forma corrente venne codificata dopo la Seconda guerra mondiale. Seconda lingua è l'albanese, co-ufficiale dal 2017. 
Altre lingue parlate sono il turco, il serbo, l'arumeno, la sua variante, il meglenorumeno e la lingua romaní della comunità rom. 
Nonostante solo il macedone sia considerato la lingua ufficiale nazionale, nei comuni dove almeno il 20% della popolazione appartiene ad un altro gruppo etnico, le altre lingue vengono usate per scopi ufficiali nelle sedi locali del governo. Le lingue come per esempio l'albanese (25,17% della popolazione), possono essere usate anche nel parlamento nazionale e ad altri livelli istituzionali.

## Religioni
La maggioranza della popolazione appartiene alla Chiesa ortodossa macedone (66%). I musulmani sono il 29% della popolazione e altre denominazioni cristiane comprendono lo 0,2%. Il rimanente è stato registrato come "non specificato" nel censimento nazionale del 2002. La maggior parte degli albanesi, turchi e bosniaci è musulmana, come sono una minoranza gli slavi macedoni di religione musulmana.
In tutto esistono più di 1200 chiese e 400 moschee nel paese. La comunità ortodossa ed islamica hanno scuole superiori religiose a Skopje. Esiste un college teologico ortodosso nella capitale. 

## Dati
Alcuni dati provengono dai risultati del censimento del 2002, mentre i restanti sono stime dalle pubblicazioni del CIA World Factbook.
- Popolazione totale: 2.022.547 (censimento 2002); 2.071.210 (stima luglio 2004)

Redistribuzione secondo fasce d'età
- 0-14 anni: 21,5% (maschi 231.078; femmine 213.906)
- 15-64 anni: 67,8% (maschi 707.298; femmine 696.830)
- 65 anni in poi: 10,7% (maschi 97.437; femmine 124.661) (stima 2004)

Tasso di crescita
- 0,39% (stima 2004)
- Tasso di natalità: 13,14 nati/1.000 persone (stima 2004)
- Tasso di mortalità: 7,83 morti/1.000 persone (stima 2004)

Tasso di migrazione
- -1,45 migranti/1.000 persone (stima 2004)

Divisione per genere
- alla nascita: 1,08 maschi/femmine
- fino ai 15 anni: 1,08 maschi/femmine
- 15-64 anni: 1,02 maschi/femmine
- 65 anni in poi: 0,78 maschi/femmine
- su tutta la popolazione: 1 maschio/femmina (stima 2004)

Mortalità infantile
- totale: 11,74 morti/1.000 nati vivi
- femmine: 10,73 morte/1.000 nate vive (stima 2004)
- maschi: 12,67 morti/1.000 nate vive

Speranza di vita
- sulla popolazione totale: 74,73 anni
- maschi: 72,45 anni
- femmine: 77,2 anni (stima 2004 anni)

Tasso di fertilità
- 1,74 nati per donna (stima 2004)